# Стара бургундска династия
Старата бургундска династия е френска благородническа династия, клон на френската кралска династия Капетинги, управлявала херцогство Бургундия от 1032 до 1361 гг.

## Историческа справка
Бургундия получава името си от старогерманското племе бургунди, заселило се в Югоизточна Франция и основало там свое кралство (V – VI в.). В тези земи в края на IX в. се формира едноименно херцогство. Раул, един от неговите владетели, дори е избран за крал на западните франки (923 – 936). Един век по-късно Бургундия минава под властта на френската корона, а през 1032 г. Анри I я отстъпва на брат си Робер I Стари. По това време столица на херцогството става град Дижон, а още от началото на X в. център на духовния живот е абатството Клюни.

### Робер I Стари
През 1030 г. Робер I Стари се жени за Ерменгарда д’Анжу, дъщеря на граф Фулко III д’Анжу, с която се разделя и през 1033 г. се жени за Хелия дьо Семюр (†1109), за което е отлъчен за известно време от църквата. От втората си съпруга има пет деца:
- Юг (Хуго) (1034 – 1059/1060), починал млад
- Анри (ок. 1035 – 1071/1073), съпруга Сибила (1035 – 1074), дъщеря на барселонския граф Раймон Беренгарий I
  - Юг (Хуго) I (ок. 1057 – 1093)
  - Йод I Червения (ок. 1058 – 1102)
  - Робер (†1111), от 1085 епископ и херцог на Лангр
  - Рене (1065 – 1092), от 1085 абат във Флавини
  - Елена Беатрикс (†1082)
  - Анри (Енрике) (1069/1070 – 1112), родоначалник на Дом Бургундия-Португалия (Алфонсини)
- Констанс (ок. 1046 – 1092), 1-ви брак с граф Юг II Шалон; 2-ри брак с Алфонсо VI крал на Кастилия
- Робер (†1113), съпруга Виоланта, дъщеря на сицилианския граф Руджеро I
- Хилдегарда (ок. 1050 – 1104), омъжена за аквитанския херцог ГГийом VIII.[2]

### Юг (Хуго) I
Робер I Стари завещава Бургундия на най-големия си внук Юг (Хуго) I (ок. 1057 – 1093), който поддържа близки отношения с християнските кралства в Испания. Той не успява да преживее ранната смърт на съпругата си Сибила дьо Невер (†1078), дъщеря на граф Гийом I дьо Невер, отказва се от властта (1079) и постъпва като монах в абтството Клюни, където умира.

### Йод I Червения
След оттеглянето на Юг (Хуго) I на престола се възкачва по-малкият му брат Йод I Червения (ок. 1058 – 1102). Неговият родственик, кастилският крал Алфонсо VI го привлича на своя страна в борбата за изтласкването на арабите от Пиренейския полуостров (1085). В похода на бургундците на испанска земя по-късно се включва и Анри (Енрике), брат на Йод I. Той е поканен в кастилския кралски двор от леля си Констанс. Там Анри се жени за братовчедка си, инфанта Тереза и основава клона Бургундия-Португалия. по времето на Йод I в Бургундия е създадено абатство Сито, което оглавява движението за монашеска реформа в Западна Европа. Самият херцог е отлъчен от църквата заради нападение над манастирски земи. За да получи опрощение, той взема участие (1101) в Първия кръстоносен поход. Умира в Киликия, Мала Азия (1102), а тялото му е пренесено в Сито, станало фамилна гробница на бургундските херцози.
През 1080 г. Йод I сключва брак със Сибила (1065 – 1103), дъщеря на бургундския граф Гийом I, от която има четири деца:
- Флорина (1083 – 1097), омъжена още като дете за сина на датския крал Свен II
- Юг (Хуго) II Тихия (ок. 1084 – 1143)
- Аделгейда (Алис) (1085 – 1142), 1-ви брак с тулузкия граф Бертран, владетел на Триполи в Ливан; 2-ри брак с граф Гийом III д’Алансон
- Анри (†1119), монах.[2]

### Юг (Хуго) II
През 1103 г. Йод I е наследен от сина си Юг (Хуго) II Тихия (ок. 1084 – 1143). През 1108 – 1110 г. новият херцог участва в похода на френския крал Луи VI срещу английския владетел Хенри I. От брака си с Матилда дьо Тюрен Юг (Хуго) II има десет деца:
- Йод (Одо) II (ок. 1118 – 1162)
- Юг (Хуго) (†1171), сеньор на Шатле дьо Шалон
- Робер (†1149), епископ на Стен
- Анри (†1170), епископ на Стен
- Готие (†1180), епископ на Лангр
- Реймон (†1156), съпруга Агнес дьо Тиер
- Сибила (1126 – 1150), втора съпруга на сицилианския крал Руджеро II
- Матилда (†1172), омъжена за граф Гийом VIII дьо Монпелие
- Еглин (Анжелина) (†1163)
- Аренбурга (Еремунда), монахиня.[2]

### Йод (Одо) II
Йод (Одо) II (ок. 1118 – 1162) наследява херцогството след смъртта на баща си. По негово време повечето от бургундските сеньори вземат участие във Втория кръстоносен поход (1147 – 1149), но самият владетел не заминава за Свещените земи. Женен е за Мария (†1190), дъщеря на Тибо IV дьо Блоа-Шампан, която му ражда три деца: Алис (Аликс, ок 1146 – 1192), омъжена за Аршамбо VII дьо Бурбон; Юг (Хуго) III; Мао (Матилда, †1202), съпруга на Робер IV д’Оверн.

### Юг (Хуго) III
Юг (Хуго) III (1148 – 1192) първоначално управлява под регентството на своята майка. Местната аристокрация заедно с младия херцог започва борба срещу регентката, в резултат на което тя е прогонена от Бургундия. Станал самостоятелен владетел Юг (Хуго) III взема активно участие във феодалните междуособици и често воюва дори срещу своя сюзерен, френския крал Филип II. По време на Третия кръстоносен поход (1189 – 1192) заминава за Палестина, където умира.
Юг (Хуго) III прогонва първата си съпруга Аделаида (Аделгейда) дъщеря на лотарингския херцог Матиас (Матеус) I, за да се ожени за Беатрикс (†1228), дъщеря на Гуидо (Гиг) IV, дофин на Виеноа. Юг (Хуго) III има по три деца от двата си брака:
- Йод (Одо) III (1)
- Александър (†1205), сеньор на Монтагю, който склячва брак с Беатрис дьо Рион и става родоначалник на сеньорите Дьо Куш (1)
- Мария (†1219), омъжена за Симон дьо Семур (1)
- Гиг VI Андре (1185 – 1237), дофин на Виеноа, граф на д’Албон, Гренобъл, Уазан и Бриансон. 1-ви брак с Беатрикс – едно дете; 2-ри брак с Беатриче (1210 – 1274), дъщеря на Гулиелмо VI маркиз на Монферато – две деца (2)
- Матилда (Маго, 1190 – 1242), омъжена за Жан I Мъдрия, граф-палатин на Бургундия (2)
- Анна (Маргарита, 1192 – 1243), омъжена за Амадей IV Савойски (2)[2]

### Йод (Одо) III
Първородният син на Юг (Хуго) III, Йод (Одо) III (1166 – 1218) управлява Бургундия, докато баща му е на изток, но приема херцогската титла едва през 1192 г. Съюзник е на Филип II в борбата му срещу английския крал Джон I Безземни и срещу последователите на албигойската ерес в Южна Франция. Умира в разгара на подготовката на Петия кръстоносен поход. Първият му брак с неговата родственица Матилда (Тереза), дъщеря на португалския крал Афонсу I, е обявен за недействителен. От втората си съпруга Алис (Аделгейда) дьо Вержи има четири деца:
- Жана (†ок. 1222), омъжена за Раул II дьо Люзинян, граф д’Йо
- Юг (Хуго) IV
- Аликс (†1266), 1-ви брак с Беро VIII дьо Меркер; 2-ри брак с Робер I, граф на Клермон
- Беатрис, омъжена за Хумберт III дьо Туар.[2]

### Юг (Хуго) IV
Юг (Хуго) IV (1212 – 1272) става херцог едва шестгодишен. До неговото пълнолетие властта в Бургундия е в ръцете на майка му Алис (Аделгейда) дьо Вержи. По време на продължителното си управление Юг (Хуго) IV често се намесва във феодалните брожения, разтърсващи Франция през 13-ти век. Заминава за Палестина през 1241 г., а по-късно придружава френския крал Луи IX Свети в кръстоносния му поход срещу Египет. По време на престоя му в Париж бившият император на Константинопол Бодуен II дьо Куртене го удостоява с титлата „крал на Солун“.
Юг (Хуго) IV се жени два пъти. От първия си брак с Йоланта, дъщеря на граф Робер III дьо Дрьо има пет деца:
- Йод (Одо) (1230 – 1266), граф на Невер, Оксер и Тонер след женитбата му с фландърската принцеса Матилда (Маго) дьо Дампиер, от която има три деца
  - Йоланта (1247 – 1280), графиня на Невер, Оксер и Тонер. 1-ви брак с Жан-Тристан дьо Валоа (1250 – 1270), син на френския крал Луи IX; 2-ри брак с Робер III дьо Тонер
  - Маргарита (1248 – 1308), съпруга на Карло I д’Анжу, крал на Неапол и Сицилия
  - Алис (Аликс, †1290), омъжена за Жан I дьо Шалон, сеньор на Рошфор
- Аделхейд (Аделаида, Аликс) (†1273), съпруга на Хендрик (Хайнрих)III Брабант
- Маргарита (†1275), съпруга на Анри III, херцог на Брабант
- Жан (1231 – 1268), женен за Агнес (1237 – 1287), дъщеря на Аршамбо IX, сеньор на Бурбон, от която има една дъщеря
  - Беатрис (†1310), съпруга на граф Робер дьо Клермон
- Робер II.[2]

От втория си брак с Беатрис дьо Шампан, дъщеря на Теобалд (Тибо) I, крал на Навара, Юг (Хуго) IV има четири деца:
- Юг (Хуго, 1260 – 1288), женен за Маргарита, дъщеря на Жан I, граф на д’Осон
- Беатрис (†1328), втора съпруга на кипърския и йерусалимски крал Юг III дьо Люзинян
- Агнес (Изабела) (1270 – 1323), втора съпруга на германския император Рудолф I
- Маргарита (†1299), съпруга на Жан I дьо Шалон.[2]

### Робер II
След смъртта на по-големите си синове Юг (Хуго) IV лишава от права върху бургундския престол своите пет дъщери и зетьове и оставя за единствен наследник най-малкия си син от първия си брак Робер II (1248 – 1306). Намесата на френския крал Филип III отстранява останалите претенденти и утвърждава позициите на новия херцог.
Робер II се жени за Агнес, дъщеря на френския крал Луи IX, като този брак значително разширява неговите владения и има десет деца:
- Жан (1279 – 1283)
- Маргарита (1285 – 1290)
- Бланка (Бланш) (1288 – 1348), съпруга на Едуардо ди Савоя
- Маргарита (1290 – 1315), съпруга на френския крал Луи X
- Жана (1293 – 1348), съпруга на френския крал Филип VI
- Юг (Хуго) V (1294 – 1315)
- Йод (Одо) IV (1295 – 1350)
- Луи (1297 – 1316), женен за Матилда д’Ено, наследница на ахейската княгиня Изабела дьо Вилардуен
- Мария (1298 – ?), съпруга на Едуардо I, граф на Бар
- Робер (1302 – 1334), женен за Йоланта д’Оксер-Тонер.[3]

### Юг (Хуго) V, Йод (Одо) IV и Филип I Рувърски
Преди да почине Робер II завещава Бургундия на своя втори син Юг (Хуго) V, който увеличава територията на херцоггство Бурундия чрез присъединяването на графствата Бургундия и Артоа. По-късно придружава френския крал Филип VI в похода му среще Фландрия. Юг (Хуго) V не се жени и умира през 1315 г. без потомци.
След смъртта на Юг (Хуго) V престолът е наследен от брат му Йод (Одо) IV, който се жени за Жана, дъщеря на френския крал Филип V. Той надживява сина си Филип (1323 – 1346), убит при обсадата на Егийон. След съртта си Йод (Одо) IV е наследен от внука си Филип I Рувърски (1346 – 1361), роден от брака на Филип и Жана, графиня на Оверн и Булон. След победата си над френските войски при Поатие (1356) англичаните нахлуват в Бургундия. Едва дванадесетгодишен, Филип I Рувърски се жени за Маргарита, дъщеря на фландърския граф Лодевейк II дьо Дампиер, но бракът остава неконсумиран поради ранната смърт на херцога. Липсата на наследници позволява Бургундия да бъде присъединена към френския кралски домен.

### Херцози на Бургундия от Старата бургундска династия
- 1032 – 1076: Робер I Стари (1011 – 21.3.1076), син на френския крал Робер II
- 1076 – 1079: Юг (Хуго) I (ок. 1057 – 29.8.1093), внук на Робер I Стари
- 1079 – 1102: Йод I Червения (ок. 1058 – 23.3.1102), брат на Юг (Хуго) I
- 1103 – 1143: Юг (Хуго) II Тихия (ок. 1084 – 1143), син на предходния
- 1143 – 1162: Йод (Одо) II (ок. 1118 – 27.6.1162), син на предходния
- 1162 – 1192: Юг (Хуго) III (1148 – 25.8.1192), син на предходния
- 1192 – 1218: Йод (Одо) III (1166 – 6.7.1218), син на предходния
- 1218 – 1271: Юг (Хуго) IV (9.3.1212 – 27.10.1272), син на предходния[2]
- 1271 – 1306: Робер II (1248 – 21.3.1306), 3-ти син на Юг (Хуго) IV
- 1306 – 1315: Юг (Хуго) V (1294 – 9.5.1315), син на предходния
- 1315 – 1350: Йод (Одо) IV (1295 – 3.4.1350), брат на Юг (Хуго) V
- 1350 – 1361: Филип I Рувърски (1346 – 21.11.1361), внук на Йод (Одо) IV[3]

## Клонове
- Дом Бургундия-Португалия (Алфонсини) (крале на Португалия, 1089 – 1383)
- Дом Авис (крале на Португалия, 1383 – 1580)
- Дом Браганса (крале на Португалия, 1640 – 1853, императори на Бразилия, 1822 – 1889) – наследници до днес